# بيل ليستر
بيل ليستر (بالإنجليزية: Bill Lister)‏ هو موسيقي ومغني وكاتب أغاني أمريكي، ولد في 5 يناير 1923 في مقاطعة كارنس في الولايات المتحدة، وتوفي في 1 ديسمبر 2009 في سان أنطونيو في الولايات المتحدة.

## وصلات خارجية
- بيل ليستر على موقع ميوزك برينز (الإنجليزية)
- بيل ليستر على موقع ديسكوغز (الإنجليزية)